# De Banne (Schagen)
De Banne is een industrieterrein in de gemeente Schagen, in de provincie Noord-Holland. Het industrieterrein is gebouwd in het gebied dat van oorsprong al geduid werd als De Banne. De benaming werd gebruikt voor de huizengroep in het buitengebied van Dirkshorn en Kalverdijk. Nu duidt men het als een buurtschap aan ter duiding van het industrieterrein en de huizen.
Aan de zuidkant van De Banne ligt De Dijken, wat ook is ingedeeld als een industrieterrein. Men zou het ook als één industriegebied kunnen zien. De Dijken valt echter onder Kalverdijk/Tuitjenhorn en De Banne valt onder Dirkshorn.
Burgerbrug · Burgervlotbrug · Callantsoog · Dirkshorn · Eenigenburg · Groenveld · Groote Keeten · Krabbendam · Oudesluis · Petten · 't Rijpje · Schagen · Schagerbrug · Schoorldam (deels) · Sint Maarten · Sint Maartensbrug · Sint Maartensvlotbrug · Stroet · Tjallewal · Tolke (deels) · Tuitjenhorn · Valkkoog · Waarland · Warmenhuizen · 't Zand

Buurtschappen: Abbestede · Avendorp · Bliekenbos · 't Buurtje · De Banne · Burghorn · Cornelissenwerf · Dijkstaal · Grootven · Grotewal · Het Korfwater · De Hale · Hemkewerf · Huiskebuurt · Kalverdijk · Keinse · Keinsmerbrug · Kerkbuurt · Lagedijk · Leihoek · Mennonietenbuurt · Nes · Schagerwaard · Sint Maartenszee · Slootgaard · De Stolpen · Stolpervlotbrug · Vennik (deels) · 't Wad · De Weel (deels) · Woudmeer · Zijbelhuizen · Zijpersluis